# Ilhas Thousand

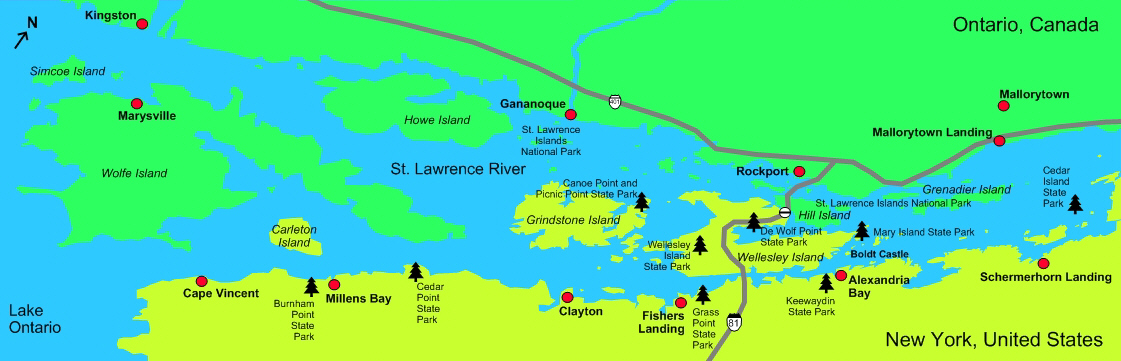
Mapa do arquipélago.

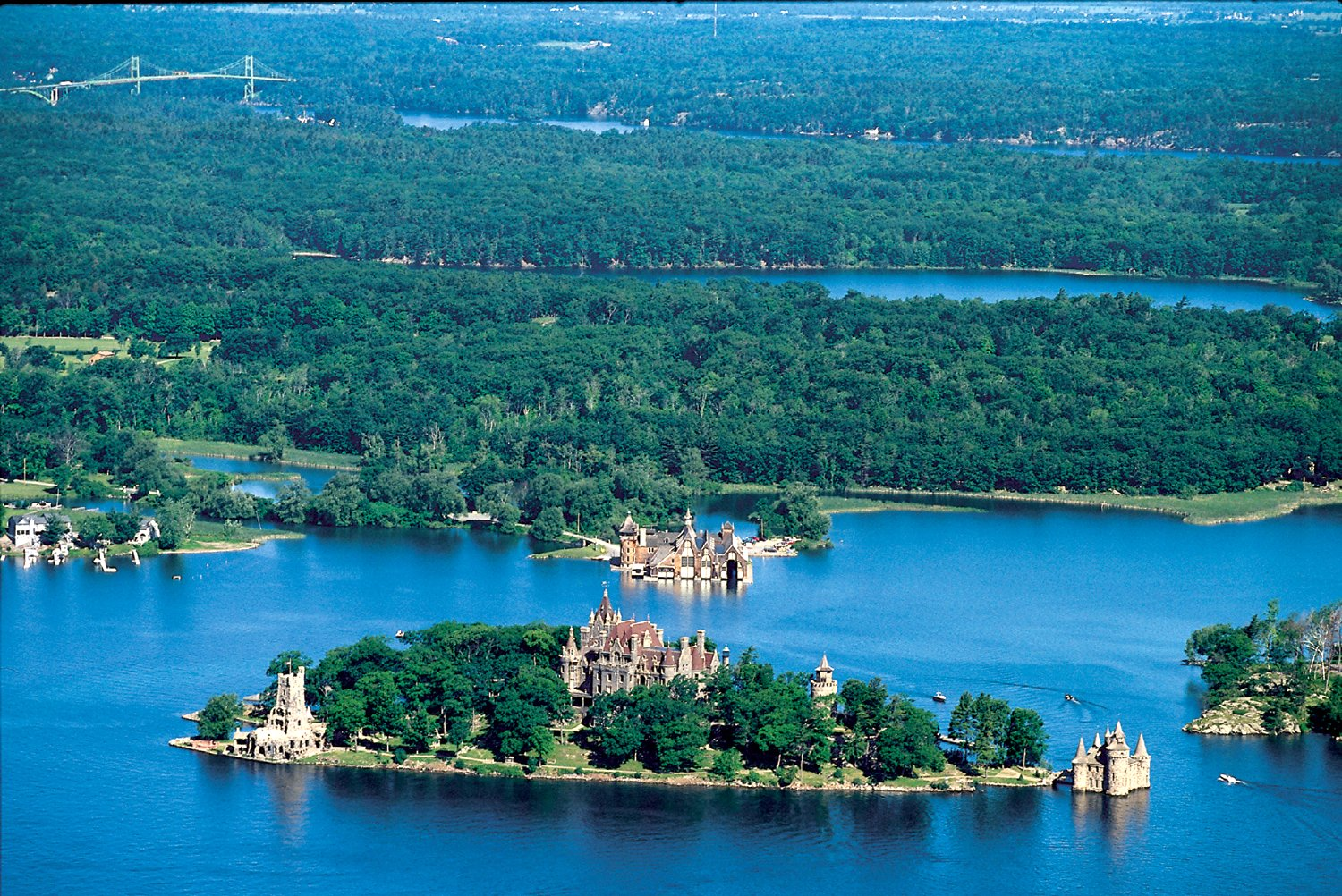
Arquipélago das Mil Ilhas: o castelo Boldt.

As ilhas Thousand ou arquipélago das Mil Ilhas (em inglês:  Thousand Islands) são um arquipélago no curso superior do rio São Lourenço, na fronteira entre Estados Unidos e Canadá. O arquipélago é composto por 1 865 pequenas ilhas, estando a maioria no sudeste da província do Ontário, Canadá e o norte do estado de Nova Iorque, Estados Unidos. As ilhas estendem-se por cerca de 80 km a partir de Kingston.
Grande parte das ilhas que o compõem são privadas. Em 1914 foi criado no Canadá o Parque Nacional das Ilhas de São Lourenço, que integra 23 destas e vários pequenos ilhéus. 
A maior ilha é a ilha Wolfe, no Ontário, com uma área de 127 km2. As ilhas são conhecidas como lugar de férias desde meados do século XIX.
Em termos de geologia, as ilhas fazem parte do escudo Canadiano. A região também está designada como reserva da biosfera pela Organização das Nações Unidas para a Educação, a Ciência e a Cultura (UNESCO) desde 2002.

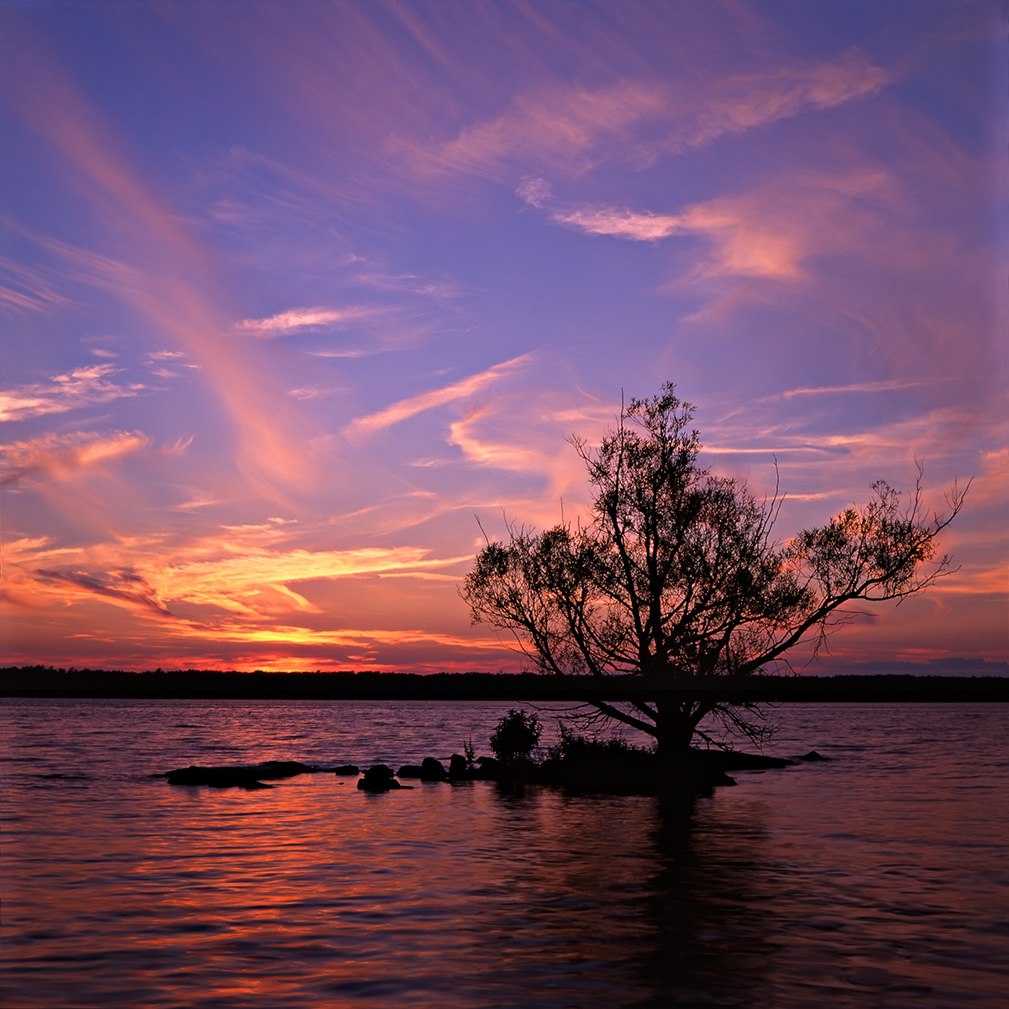
Pôr do sol numa das ilhas.
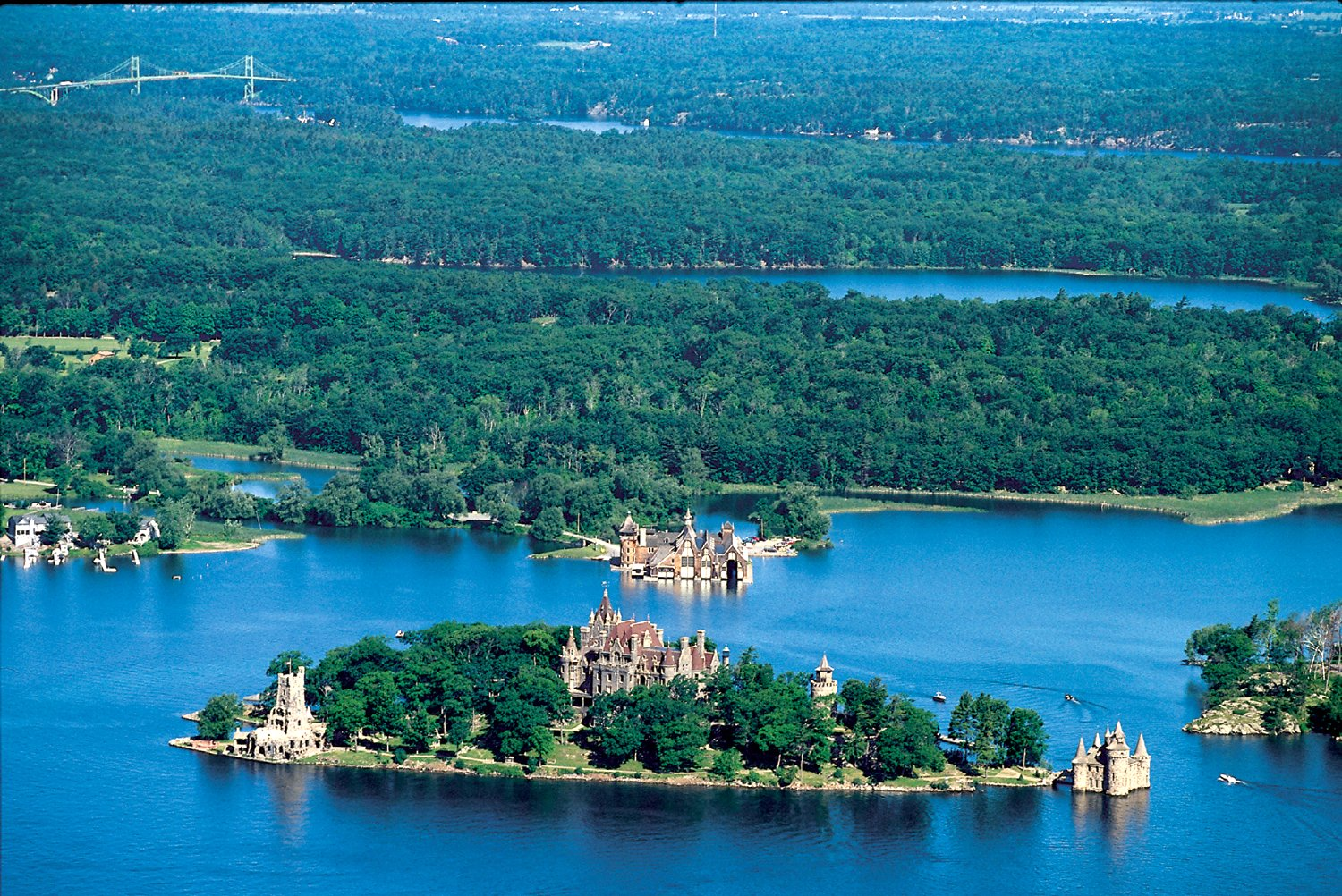
Vista aérea do castelo Boldt e de várias das ilhas.
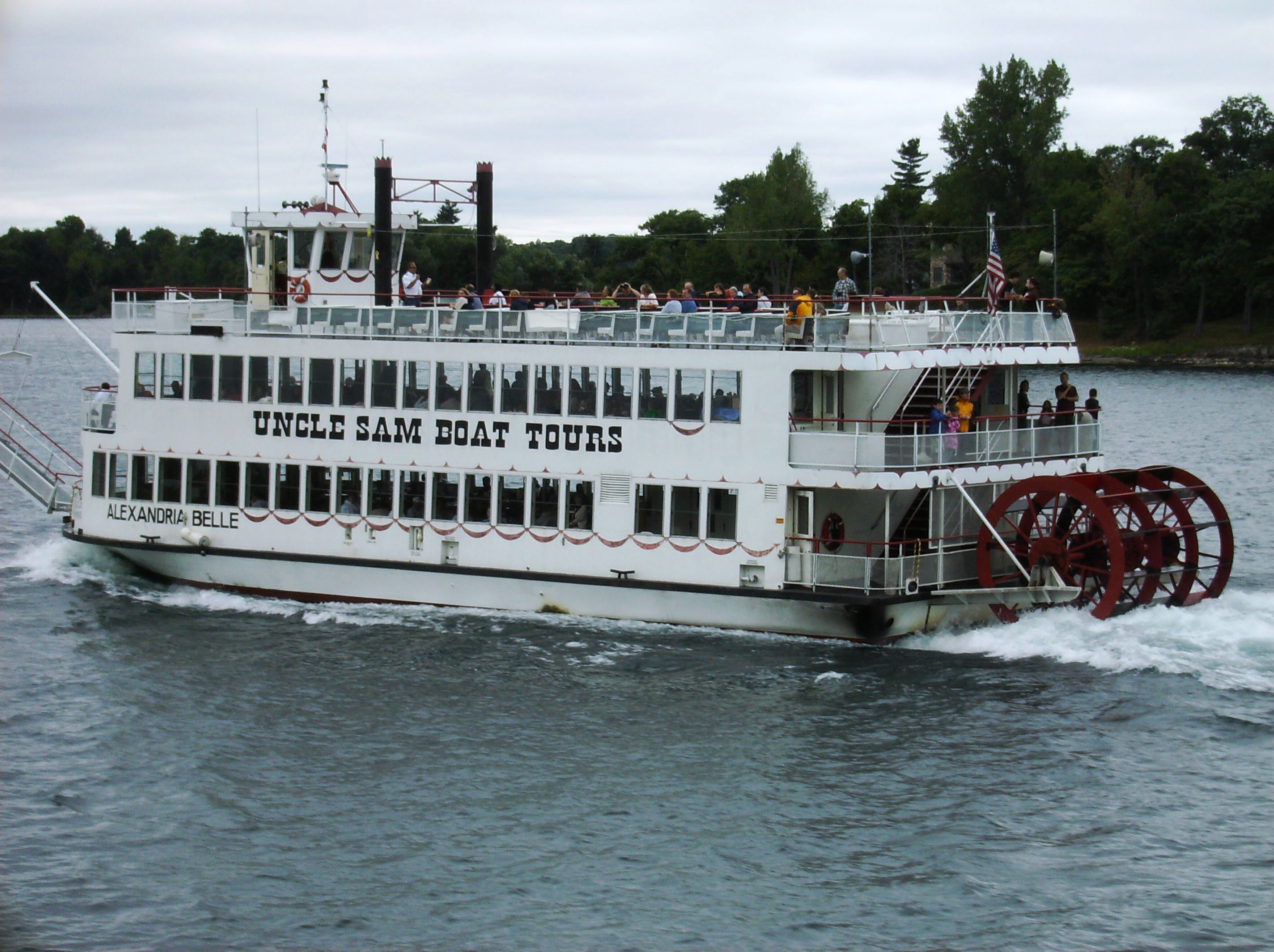
Navio turístico do tipo steamer.